# Klaus Ammann (Musiker)

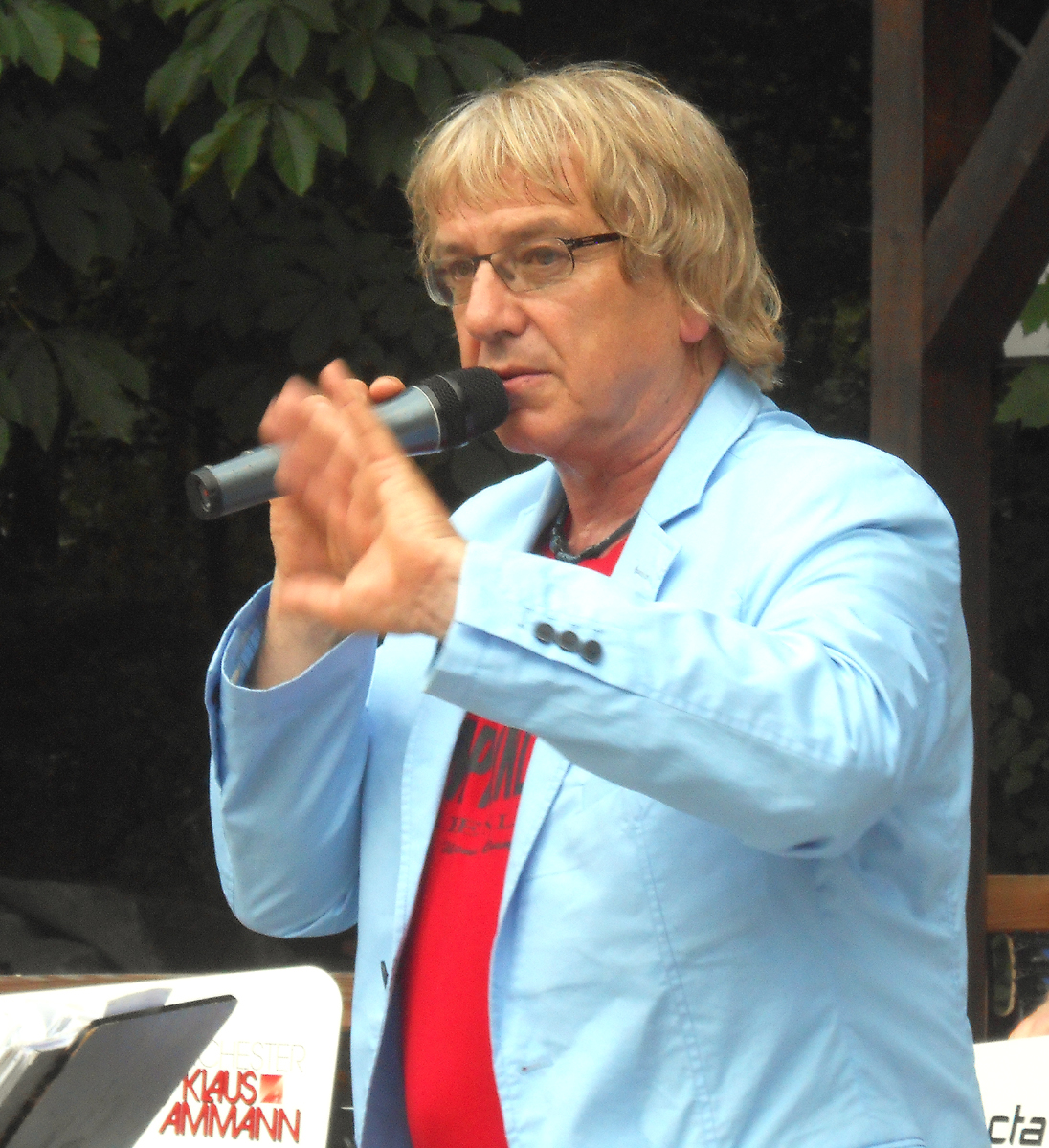
Klaus Ammann (2013)

Klaus Ammann (* 1949 im Allgäu) ist ein deutscher Musiker und Komponist.
Nach dem Studium am Leopold-Mozart-Konservatorium in Augsburg (Komposition, Dirigieren, Klavier) gründet er 1972 The Little Schoolband. Aus dieser Formation im Umfeld des Joseph-Bernhart-Gymnasiums in Türkheim geht 1981 die Klaus Ammann Big Band hervor, die rasch internationalen Erfolg erlangte (u. a. Royal Albert Hall, London). Bekannt wurde das Orchester durch zahlreiche  Tourneen im In- und Ausland, Rundfunk- und Fernsehsendungen sowie als Hausorchester des Deutschen Theaters München. Für das Orchester Klaus Ammann in der Besetzung Big-Band, Chor und Streicher schreibt Ammann spezifische Arrangements, die sich am Stil von James Last orientieren.
1992 adaptiert Ammann das Musical Jesus Christ Superstar von Andrew Lloyd Webber, das in zwei Spielzeiten 1992 und 1995 am Musical Theater Schwaben in Türkheim aufgeführt wird. 1999 komponierte er das Musical 2000 Jahre Jesus, das am Musical Theater Schwaben während drei Spielzeiten inszeniert wurde. 2003 wurde am Theater am Königssee sein Ganghofer-Musical Salzsaga – Ein Alpenmythos wird Musik uraufgeführt.

## Missbrauchsvorwürfe 2004
2004 wurde gegen Ammann wegen des sexuellen Missbrauchs Minderjähriger und Vergewaltigung ermittelt. Das Ermittlungsverfahren erregte bundesweites Aufsehen, wurde aber nach rund einem Jahr wegen Verjährung und Mangel an Beweisen eingestellt. Ammann beendete seine Lehrtätigkeit am Gymnasium Türkheim einige Monate vor Aufnahme des Ermittlungsverfahrens, um sich seinen Musikprojekten intensiver zu widmen. Nach Bekanntwerden der Vorwürfe verbrachte er einige Wochen in Untersuchungshaft und räumte öffentlich vielfältige sexuelle Beziehungen zu weiblichen Mitgliedern seiner vor allem aus Schülern des Türkheimer Gymnasiums bestehenden Bigband und anderen Schülerinnen ein, die aber bis auf einen verjährten Fall alle über 14 Jahre alt gewesen wären. Die Vorwürfe bezogen sich auf einen Zeitraum von 28 Jahren.
Das Ermittlungsverfahren wurde 2005 vor Eröffnung des Prozesses eingestellt. Einige Fälle waren verjährt, in anderen war nicht zweifelsfrei nachzuweisen, dass die angeblich missbrauchten Frauen zum Tatzeitpunkt jünger als 16 Jahre alt waren. Für die mehrwöchige Untersuchungshaft wurde Amman nicht entschädigt.